# جوني هاركنيس
جوني هاركنيس (بالإنجليزية: Jonny Harkness)‏ هو لاعب كرة قدم بريطاني، ولد في 18 نوفمبر 1985 في Antrim ‏ في المملكة المتحدة. لعب مع كامبريدج يونايتد ونادي كوليرين ونادي لينفيلد ونادي والسول.

## وصلات خارجية
- جوني هاركنيس على موقع قاعدة بيانات كرة القدم.إي يو (الإنجليزية)
- جوني هاركنيس على موقع Soccerbase.com (لاعب) (الإنجليزية)